# Тухватуллин, Марсель Накипович
Марсель Накипович Тухватуллин (22 ноября 1974, Казань, Татарская АССР, РСФСР, СССР) — российский футболист и мини-футболист, нападающий. Сыграл 7 матчей в Высшей лиге России.

## Биография
Воспитанник футбольной школы «Волна» (Казань). В 1992 году начал профессиональную карьеру в казанской команде «Идель».
Летом 1992 года Тухватуллин перешёл в «КАМАЗ», сыграл 6 матчей в первой лиге. В следующем сезоне 13 марта 1993 года дебютировал в высшей лиге в игре против «Уралмаша». Всего в высшей лиге Тухватуллин провёл 7 матчей (во всех выходил на замену).
В 1993 году перешёл в зеленодольский «Прогресс», за который выступал два с половиной года, в 1996 году играл за казанский «Рубин», а в течение следующих двух сезонов — за волжскую «Диану».
С 1997 года выступал за мини-футбольный клуб «Приволжанин» (Казань), через год он ушёл из большого футбола и сосредоточился только на мини. В составе «Приволжанина» провёл 5 сезонов (1999—2004) в Высшей лиге чемпионата России. После вылета из высшей лиги и расформирования клуба завершил профессиональную карьеру, играл за любительские клубы на чемпионате города.